# Epalpus laticornis
Epalpus laticornis là một loài ruồi trong họ Tachinidae.